# Probezzia atriventris
Probezzia atriventris är en tvåvingeart som beskrevs av Wirth 1951. Probezzia atriventris ingår i släktet Probezzia och familjen svidknott. Inga underarter finns listade i Catalogue of Life.